# Sphagnum pseudocuspidatum
Sphagnum pseudocuspidatum là một loài rêu trong họ Sphagnaceae. Loài này được Warnst. mô tả khoa học đầu tiên năm 1890.
Danh pháp khoa học của loài này chưa được làm sáng tỏ. 